# Explorador de la Frontera Interestelar

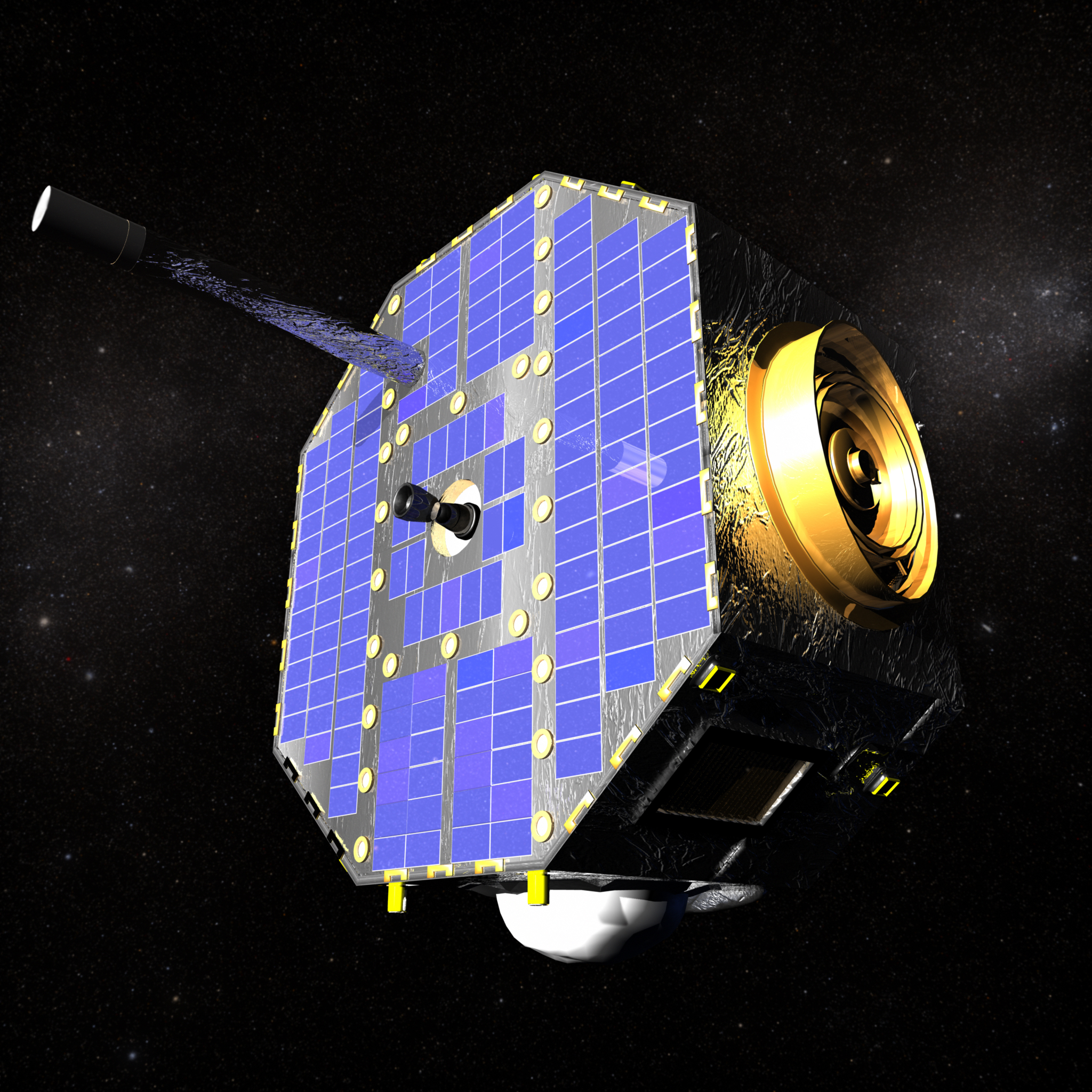
Explorador de la Frontera Interestelar.

El Explorador de la Frontera Interestelar (en inglés: Interstellar Boundary EXplorer; IBEX) es un satélite de la NASA cuya misión es elaborar un mapa de la frontera entre el sistema solar y el espacio interestelar. El satélite forma parte del programa Small Explorer (Pequeño Explorador) de la NASA. IBEX fue lanzado por un cohete Pegasus XL el 19 de octubre de 2008.  Su misión principal será la de explorar durante 2 años la frontera del sistema solar.
La misión está dirigida por el Instituto de Investigación del Suroeste de Texas, con el Laboratorio Nacional Los Álamos y el Centro de Tecnología Avanzada Lockheed Martin como instituciones investigadoras responsables de los sensores IBEX-Hi e IBEX-Lo, respectivamente. Orbital Sciences Corporation sumistrará el bus del satélite y proporcionará el laboratorio de pruebas ambientales. Lleva un transpondedor en banda S fabricado en España por Thales Alenia Space España

## Planificación de la misión
La frontera de la heliosfera del sistema solar será mapeada midiendo la localización y magnitud de las colisiones de intercambio de carga que suceden en todas las direcciones, lo que acabará mostrando un mapa de la zona terminal del viento solar. La carga útil de este satélite consiste en dos sensores que fotografiarán los átomos neutrales y energéticos: IBEX-Hi e IBEX-Lo. Cada uno de estos sensores consta de un colimador que limitará el campo de visión, una superficie de conversión que transformará oxígeno e hidrógeno neutral en iones, un analizador electroestático que suprimirá la luz ultravioleta y seleccionará iones de un específico rango energético, y un detector que identificará y contará el número de iones. IBEX-Hi contará partículas de energía más alta que las de IBEX-Lo. La carga útil contiene también una Unidad de Electrónica Combinada (Combined Electronics Units o CEU) que controlará los voltajes en el colimador y ESA que leerá y registrará datos de los detectores de partículas de cada sensor.

## Parámetros de la misión
Este satélite tendrá una órbita altamente elíptica alrededor de la Tierra, que variará de entre 5000 km en el perigeo hasta los 250 000-300 000 km (40-50 radios terrestres o 0,75 veces la distancia entre la Tierra y la Luna) en el apogeo.  Esta órbita permitirá salirse del campo magnético terrestre y realizar sus observaciones durante ese intervalo. Esto es crítico debido al gran número de interferencias que provocaría la magnetosfera. Cuando el satélite se halle dentro de la magnetosfera (10-12 veces el radio terrestre o 70 000 km), realizará operaciones de mantenimiento y transmisión de datos hacia la Tierra. La estabilización del satélite será de rotación orientada hacia el Sol. El motor del satélite es de combustible sólido y será empleado para alcanzar dicha órbita.

## Lanzamiento

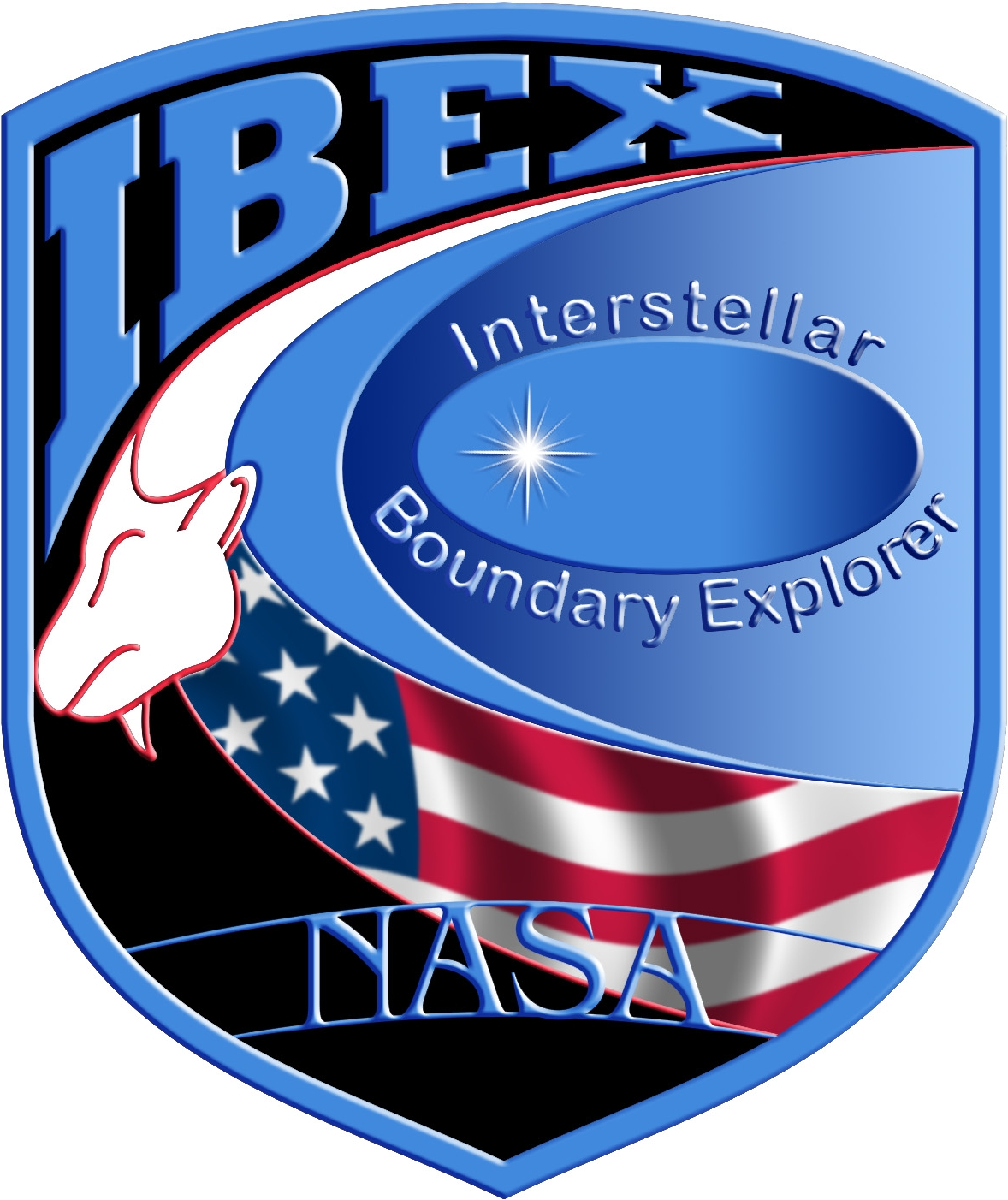
Logo del IBEX, mostrando el perfil de una cabra.

IBEX fue lanzado el 19 de octubre de 2008, a bordo de un cohete Pegasus XL. Este cohete fue soltado desde un avión Lockheed L-1011 TriStar que despegó del Atolón Kwajalein, en el Pacífico Sur. La caída ocurrió a las 17:47:23 GMT. Al ser lanzado en las proximidades del ecuador, este cohete podía transportar 16 kg más de carga que si hubiera sido lanzado desde el Centro espacial John F. Kennedy.
El IBEX fue acoplado a su cohete Pegasus XL en la Base de la Fuerza Aérea de Vandeberg en California. El cohete se acopló a su avión portador L-1011 el 6 de octubre de 2008, y partió de California el 10 de octubre. Llegó al Atolón Kwajalein el 11 de octubre y realizó el vuelo de lanzamiento del cohete el día 19 de octubre.

## Investigadores
El investigador principal de la misión IBEX es David J. McComas.